# تحقيق مكتب التحقيقات الفيدرالي في تعامل دونالد ترمب مع وثائق حكومية

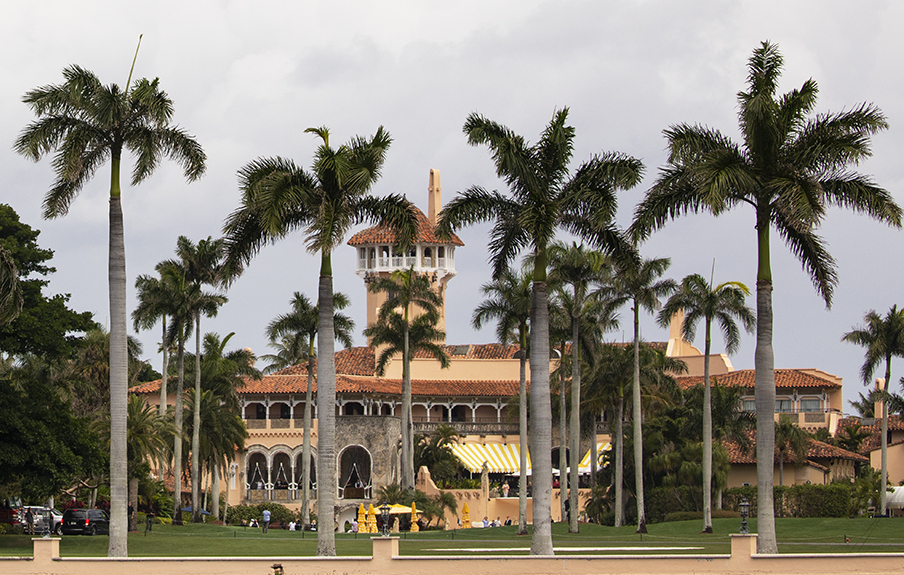
اكتشف مكتب التحقيقات الفيدرالي وثائق سرية في مقر إقامة ترمب في مار إيه لاغو.

عبارة (Plasmic Echo) هي الاسم الرمزي للتحقيق الجنائي الذي أجراه مكتب التحقيقات الفيدرالي في تعامل الرئيس السابق دونالد ترمب مع وثائق حكومية سرية ومتعلقة بالدفاع الوطني بدءًا من عام 2022، بحثًا عن انتهاكات محتملة لقانون التجسس وعرقلة العدالة.
في نوفمبر 2022، تم إطلاق تحقيق خاص لتولي التحقيق الذي يجريه مكتب التحقيقات الفيدرالي، تحت إشراف جاك سميث، وهو مستشار خاص تم تعيينه من قبل المدعي العام للولايات المتحدة ميريك غارلاند.
في 8 يونيو 2023، تم توجيه الاتهام إلى ترمب بتهم تتعلق بالوثائق في المحكمة الجزئية الفيدرالية في ميامي. كانت هذه هي المرة الأولى التي يواجه فيها رئيس أمريكي سابق اتهامات فيدرالية. تم توجيه الاتهام إلى ترمب في المحكمة الفيدرالية في ميامي في 13 يونيو 2023، بتهمة 37 تهمة جنائية، ودفع ببراءته من جميع التهم.

## خلفية تعامل ترمب مع السجلات
خلال فترة توليه منصبه، كان موقف ترمب تجاه المعلومات السرية وطريقة تعامله معها يثير قلق مسؤولي الاستخبارات الفيدرالية الأمريكية. وقد أدى سلوكه إلى انعدام الثقة بين وكالات الاستخبارات وإنفاذ القانون التي شعرت بالقلق أيضًا من اختلاط ترمب بالضيوف أثناء رحلاته المتكررة إلى مار إيه لاغو، واعتبرت هذه الممارسة "بيئة خصبة للاستغلال من قبل جهاز تجسس أجنبي حريص على الوصول إلى مركز القوة الأمريكية".
في ديسمبر 2019، تحدث ترمب مع الصحفي بوب وودورد من صحيفة واشنطن بوست على انفراد في المكتب البيضاوي. أظهر ترمب صورة له مع الرئيس الكوري الشمالي كيم جونغ أون، قائلاً لوودورد: "هذا أنا وهو. هذا هو الخط، أليس كذلك؟ ثم عبرت الخط. رائع جدًا." كما أظهر ترمب لوودورد رسائل كتبها كيم له، والتي صنفتها الحكومة الأمريكية على أنها سرية، وأضاف: "ولا تقل إنني أعطيتك إياها، حسنًا؟" أملى وودوارد الرسائل في مسجل الصوت الخاص به، وفي عام 2020، نشرت شبكة سي إن إن نصًا منقحًا لرسالتين من هذه الرسائل.
في عام 2021، ورد أن ترمب أخبر المقربين منه أنه يعتبر بعض الوثائق الرئاسية، مثل المراسلات مع كيم، مِلكًا شخصيًا له.

### تدمير السجلات الرئاسية
قام ترمب بشكل غير قانوني وبانتظام بتمزيق أوراق "حساسة وعادية" أثناء وجوده في البيت الأبيض، وفي مار إيه لاغو، وعلى متن طائرة الرئاسة، على الرغم من التحذيرات المتكررة من اثنين على الأقل من رؤساء أركانه ومن مستشاري البيت الأبيض. كان مساعدوه قد طوروا ممارسات وبروتوكولات خاصة في وقت مبكر من رئاسته لاستعادة أكوام الأوراق الممزقة ومحاولة إعادة تجميع الوثائق بمساعدة موظفين من مكتب سكرتير الموظفين أو فريق عمليات المكتب البيضاوي.
لم يتم استعادة جميع المواد؛ فقد استخدم موظفو البيت الأبيض في عهد ترمب "أكياس الحرق" بشكل متكرر لتدمير الوثائق. في مناسبتين على الأقل، زُعم أن ترمب ألقى وثائق في المرحاض في مقر إقامته في البيت الأبيض.

### المغادرة من المكتب
انتهت فترة ولاية ترمب الرئاسية عند الظهر يوم 20 يناير 2021. وكان رحيله من البيت الأبيض "متسرعا وفوضويا". في الأسابيع الأخيرة من رئاسة ترمب، استقال موظفو البيت الأبيض واستقال مساعدون، مما ترك كمية متزايدة من العمل لعدد متناقص من الموظفين. قال مساعد سابق لترمب إنهم "متأخرون 30 يومًا عما ستكون عليه الإدارة النموذجية"، مع عدم اهتمام كبير من جانب رئيس موظفي البيت الأبيض مارك ميدوز وترمب بالحفاظ على السجلات الرئاسية. ونقلت صحيفة وول ستريت جورنال عن أحد مساعديه السابقين قوله: "إذا بدأت في التعبئة قبل يومين فقط من المغادرة، فسيكون لديك نقص في الوقت. وإذا كان هو من يقوم برمي الأشياء في الصناديق، فمن يعلم ما الذي قد يحدث؟"
في اليوم السابق لمغادرته منصبه، عيّن ترمب سبعة مسؤولين كبار في إدارته، بما في ذلك ميدوز، ومستشار البيت الأبيض بات سيبولوني، ونائب مستشار البيت الأبيض باتريك ف. فيلبين، "كممثلين له للتعامل مع جميع الطلبات المستقبلية للحصول على السجلات الرئاسية" للامتثال لقانون السجلات الرئاسية. وأخطر ترمب لاحقًا إدارة السجلات والمحفوظات الوطنية بإضافة كاش باتيل، وهو مسؤول سابق في إدارة ترمب، والصحفي جون سولومون باعتبارهما "ممثلين للوصول إلى السجلات الرئاسية لإدارتي".
وبعد عامين، اعترف ترمب بسرقة وثائق سرية من البيت الأبيض أثناء رده على أسئلة مراسل شبكة سي إن إن. وقال ترمب إنه "كان لديه كل الحق" في الحصول على الوثائق وإنه "لم يجعل الأمر سرا" في ذلك الوقت. وقال "لقد أخذت ما أخذته"، مدعيا أن "المعلومات ستُرفع السرية عنها". وقال أيضًا إنه "سيكون له الحق" في إظهار الوثائق للآخرين، لكنه ادعى أنه لم يفعل ذلك ولا يتذكر أنه فعل ذلك.

### ما بعد الرئاسة
لا يحمل رئيس الدولة الأمريكي تصريحًا أمنيًا رسميًا، ولا يُطلَب منه "الاطلاع" أو "الخروج" من الأمور السرية، ولكن وفقًا لرئيس الأركان السابق جون إف كيلي، كان ينبغي لترمب أن يتلقى إحاطة خروج "على أمل ألا ينتهك كل هذه القواعد بشأن المواد السرية. كانت الرسالة المهمة هي، "بمجرد أن تصبح خارج منصب الرئيس، تنطبق عليك جميع القواعد".
في بداية ولايته، منع الرئيس جو بايدن ترمب من تلقي إحاطات الاستخبارات المجانية التي تُقدم تقليديا للرؤساء السابقين، مشيرًا إلى "سلوك ترمب غير المنتظم". وهذه هي المرة الأولى التي يُمنع فيها رئيس سابق من الوصول إلى الإحاطات السرية.

## الأصل والانتقال الرئاسي
في أعقاب خسارة ترمب في الانتخابات الرئاسية الأمريكية عام 2020، بدأت المحادثات بين إدارة ترمب وإدارة الأرشيف والوثائق الوطنية بشأن نقل الوثائق المتعلقة بإدارة ترمب. وفقًا لقانون السجلات الرئاسية، يجب نقل أي وثائق رئاسية تعود للإدارة الحالية إلى أمين أرشيف الولايات المتحدة في نهاية فترة الرئاسة. وقد أبلغ رئيس موظفي البيت الأبيض، مارك ميدوز، إدارة الأرشيف خلال هذه الفترة أنه سيتولى مسؤولية هذه الوثائق. في 18 يناير 2021، تم رصد شاحنتين متحركتين على الأقل خارج مار إيه لاغو، المقر الخاص لترمب في بالم بيتش بولاية فلوريدا. تم التقاط الصور في يوم رحيله تظهر صناديق المواد التي أخذها معه.
في مايو 2021، أصبحت إدراة الأرشيف الوطنية على علم بوجود وثائق مفقودة. ومن بين المواد المفقودة رسائل مع كيم جونج أون ورسالة تهنئة من الرئيس السابق باراك أوباما. في السادس من مايو، أرسل غاري ستيرن - المستشار العام للأرشيف الوطني - رسالة بالبريد الإلكتروني إلى ممثلي ترمب، بما في ذلك باتريك فيلبين، لإبلاغهم بأن هذه المواد مفقودة. وفي البريد الإلكتروني، ذكر ستيرن اسم بات سيبولوني كشاهد على الوثائق، وحدد عشرين صندوقًا كانت في البيت الأبيض ولكن لم يتم نقلها إلى الأرشيف الوطني. ورد سكوت جاست، ممثل ترمب، على ستيرن بتسليمه مذكرة تبلغه بأن ترمب سيعيد رسائل المراسلات مع كيم، على الرغم من أن ترمب لم يكن واضحًا بشأن كيفية المضي قدمًا. وأوصى مسؤول في الأرشيف باستخدام شركة فيديكس كوسيلة لنقل الوثائق، لكن مساعدي ترمب اعترضوا على هذه الفكرة، ولم يُعد ترمب الرسائل. عرض ترمب هذه الرسائل على الأشخاص في مكتبه، مما دفع ميدوز إلى الاتصال بفيلبين في محاولة لمعرفة كيفية تسهيل إعادة هذه الوثائق.
أبلغ محامو ترمب الأرشيف الوطني في ديسمبر أنهم عثروا على 12 صندوقًا من الوثائق في مار إيه لاغو.

## استرجاع الوثائق من إدراة الأرشيف والوثائق الوطنية

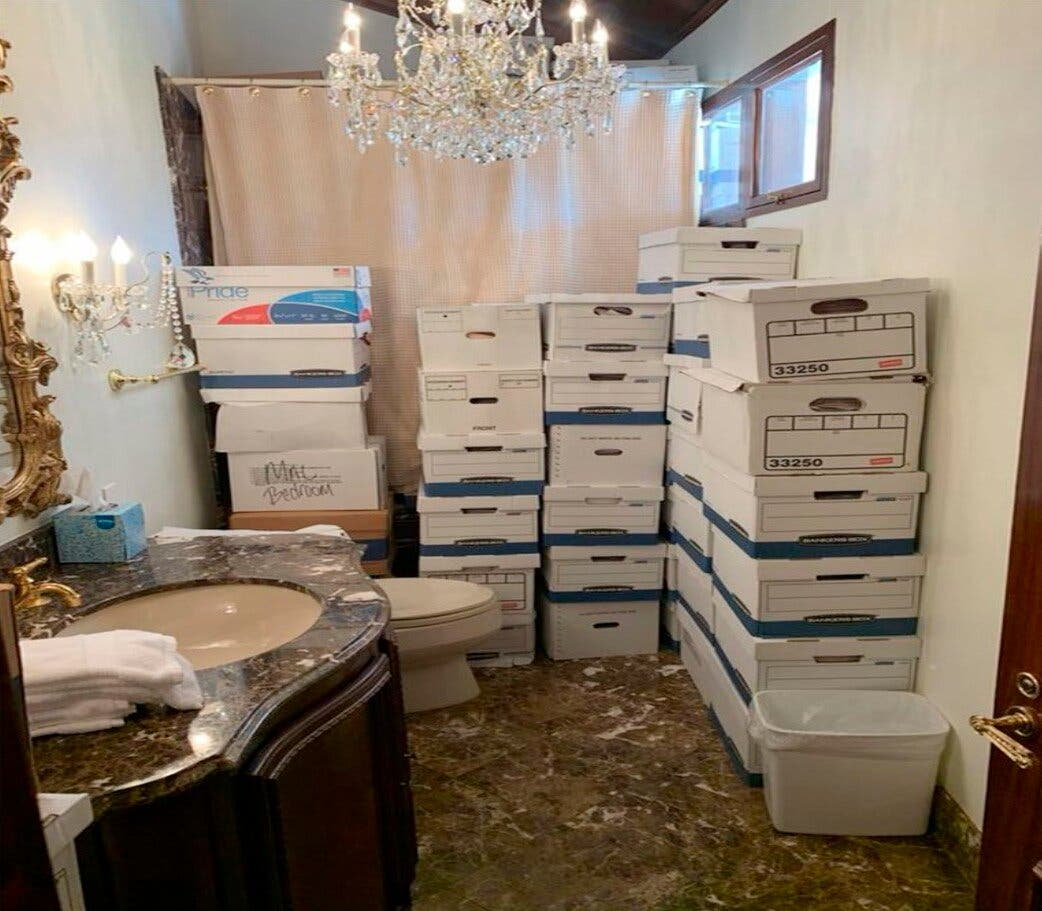
صناديق المستندات في حمام مارالاغو

في يناير 2022، بدأت هيئة الأرشيف الوطني عملية استعادة 15 صندوقًا تم نقلها من البيت الأبيض في نهاية ولاية ترمب إلى منتجعه الخاص في مار إيه لاغو، ونجحت في التفاوض مع محامي ترمب لاستعادة الوثائق. ومن بين ما احتوته الوثائق معلومات سرية.
وفي أعقاب هذا الاكتشاف، أخطرت هيئة الأرشيف الوطني وزارة العدل، وبدأت لجنة الرقابة والإصلاح في مجلس النواب تحقيقا في الوثائق. أصدرت وزارة العدل تعليماتها للأرشيف الوطني بعدم مشاركة أي تفاصيل أخرى حول الوثائق مع اللجنة، مما يعني أن مكتب التحقيقات الفيدرالي بدأ تحقيقًا منفصلاً. من بين الوثائق التي استعادتها إدارة الأرشيف والوثائق الوطنية من مار إيه لاغو، حدد أمناء الأرشيف والوكلاء الفيدراليون أن 184 وثيقة فريدة تحمل علامات تصنيف، منها 25 وثيقة تحمل علامة "سري للغاية" (top secret)، و92 وثيقة تحمل علامة "سري" (secret) و67 وثيقة تحمل علامة "خصوصي للغاية" (confidential). كانت بعض المواد خاضعة لبرامج الوصول الخاصة (SAP)، وهو نوع من البروتوكولات المخصصة للعمليات الأمريكية شديدة الحساسية التي تُجرى في الخارج، والتي تهدف إلى الحد بشكل كبير من الوصول إلى المعلومات.

## التحقيق

### وزارة العدل توثق الاستدعاءات
في مايو 2022، استدعت وزارة العدل الأرشيف الوطني في محاولة للحصول على الوثائق، وأجرت مقابلات مع العديد من مسؤولي البيت الأبيض الذين كانوا حاضرين في الأيام التي سبقت رحيل ترمب عن البيت الأبيض، مما يؤكد على ما يبدو أن وزارة العدل بدأت تحقيقًا من قبل هيئة محلفين كبرى في الوثائق. كما استدعت وزارة العدل ترمب في مايو 2022 لإعادة جميع الوثائق التي تحمل علامات التصنيف. في الفترة ما بين 11 مايو و3 يونيو، سجل أحد محامي ترمب، إيفان كوركوران، ملاحظات تفصيلية عن المحادثات التي أوضح فيها لترمب أنه سيتعين عليه بالفعل تسليم جميع الوثائق التي تحمل علامات التصنيف.
في 3 يونيو، أرسلت وزارة العدل رئيس مكافحة التجسس جاي آي برات وثلاثة عملاء من مكتب التحقيقات الفيدرالي إلى مار إيه لاغو لاستعادة الوثائق المطلوبة في الاستدعاء والاجتماع مع الفريق القانوني لترمب. في الاجتماع، قدمت كريستينا بوب، أمينة السجلات لأغراض الاستدعاء، خطابًا موقعًا إلى وزارة العدل يشهد على إجراء بحث دقيق وتسليم جميع الوثائق المستجيبة للاستدعاء. وزعم محامو ترمب أيضًا أن جميع الوثائق تم تخزينها في غرفة تخزين واحدة في الطابق السفلي من العقار.
في 8 يونيو، أرسل برات بريدًا إلكترونيًا إلى محامي ترمب، وطلب منهم وضع قفل أقوى على الطابق السفلي وإبقاء جميع الوثائق "محفوظة في تلك الغرفة في حالتها الحالية حتى إشعار آخر".
في 19 يونيو، كتب ترمب إلى إدارة السجلات والمحفوظات الوطنية، وأخبرهم أن المسؤول السابق في إدارة ترمب كاش باتيل، وكذلك الصحفي جون سولومون، يجب اعتبارهما "ممثلين للوصول إلى السجلات الرئاسية لإدارتي".

### استدعاء لقطات أمنية من منتجع مار إيه لاغو
في 22 يونيو، استدعت وزارة العدل لقطات مراقبة مار إيه لاغو، والتي ورد أنها أظهرت أشخاصًا يضعون الصناديق في حاويات أخرى وينقلونها خارج غرفة التخزين في الطابق السفلي.
اشتبه مكتب التحقيقات الفيدرالي في وجود انتهاكات لقانون التجسس وعرقلة العدالة بسبب معلومات من "عدد كبير من الشهود المدنيين"، كما ورد في بيان خطي. تم استخدام هذه الإفادة للحصول على أمر تفتيش.

### عمليات بحث مكتب التحقيقات الفيدرالي في مار إيه لاغو

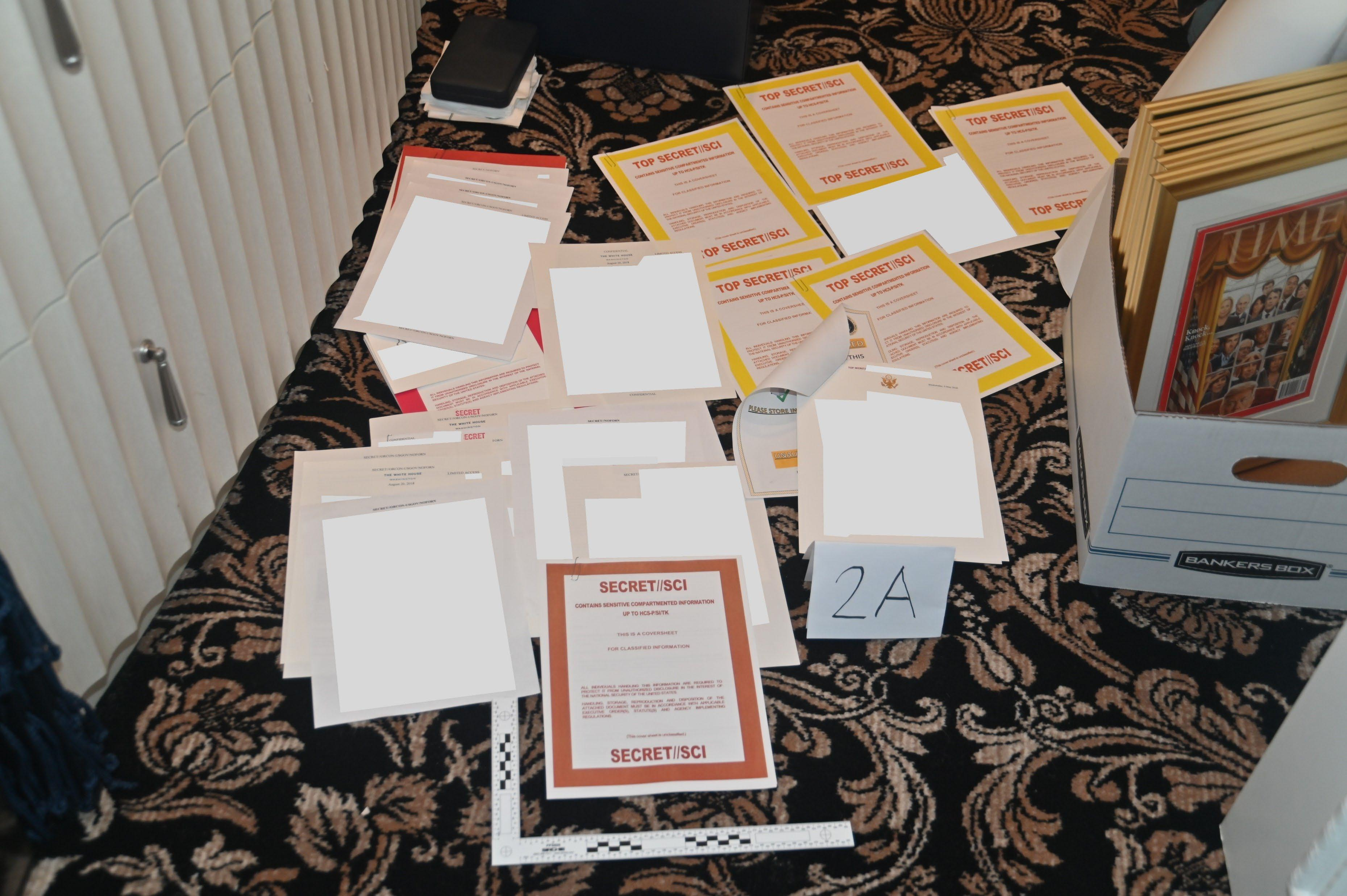
ردًا على دعوى قضائية رفعها دونالد ترمب، قدمت شعبة الأمن القومي والمدعي العام الأمريكي للمنطقة الجنوبية من فلوريدا ملفًا يحتوي على هذه الصورة.

بعد الكشف عن مصادر متعددة للأدلة على أن المزيد من الوثائق السرية ظلت في مار إيه لاغو وأن "السجلات الحكومية ربما تم إخفاؤها وإزالتها من غرفة التخزين وأن الجهود ربما بُذلت لعرقلة تحقيق الحكومة"، سعت وزارة العدل إلى الحصول على مذكرة تفتيش في مار إيه لاغو من قاضي صلح فيدرالي في أوائل أغسطس 2022.
في 8 أغسطس 2022، نفذ مكتب التحقيقات الفيدرالي مذكرة تفتيش في مار إيه لاغو. تم الاستيلاء على آلاف الوثائق الحكومية، بعضها يحمل علامات التصنيف: سرية للغاية/ معلومات مقسمة حساسة (TS/SCI)، سرية للغاية، سرية، خصوصية. التصنيف (TS/SCI) هو أعلى تصنيف ممكن ومن المفترض أن يتم قراءته حصريًا في المرافق الحكومية الآمنة.
عبر ثلاث تفاعلات مع ترمب في عام 2022، بما في ذلك البحث في شهر أغسطس في مار إيه لاغو، استعادت الحكومة ما يقرب من 13000 وثيقة يبلغ مجموعها 21792 صفحة. تم تخزين بعض الوثائق المصنفة المستردة، بما في ذلك الوثائق السرية للغاية، في صناديق تحتوي على متعلقات شخصية مثل قصاصات الصحف والملابس والمجلات والهدايا. كما استعادت الحكومة أيضًا عشرات المجلدات الفارغة التي تحمل علامات سرية.

#### ردُّ ترمب
زعم ترمب أنه أصدر "أمرا دائما" برفع السرية عن جميع المواد التي تم جلبها إلى مار إيه لاغو، رغم عدم وجود أي وثائق معروفة بشأن هذا الأمر، ولم يدافع أي مسؤول سابق في إدارة ترمب عن ترمب في هذه النقطة. كان مسؤول واحد فقط سابق في إدارة ترمب، كاش باتيل، قد وافق في البداية على ادعاء ترمب بوجود مثل هذا الأمر؛ ومع ذلك، رفض باتيل لاحقًا الإجابة على معظم الأسئلة عندما خضع للقسم أمام هيئة المحلفين الكبرى في أكتوبر ومن غير المعروف كيف أجاب عندما خضع للقسم في نوفمبر. حتى لو تم رفع السرية عن المعلومات، فإن قيام ترمب بأخذ وحفظ وثائق تابعة للحكومة كان سيظل غير قانوني.
في مقابلة أجريت في 2 نوفمبر 2022، قال موظف سابق في البيت الأبيض لترمب لمكتب التحقيقات الفيدرالي أنهم لم يكونوا على علم بأي أمر دائم من هذا القبيل أثناء رئاسة ترمب، وأن أول مرة سمعوا عنها كان من تقارير إعلامية عام 2022.
في رد قانون حرية الوصول للمعلومات في يونيو 2023، قالت وزارة العدل ومجتمع الاستخبارات إنهما لم يتمكنا من العثور على أي أمر دائم.
وعلى الرغم من عدم تسليمه كل المواد المطلوبة خلال تفاعلاته السابقة مع الحكومة، فقد قال ترمب إن مذكرة التفتيش لم تكن ضرورية، مدعيا: "كان بإمكان الحكومة أن تحصل على ما تريده، لو كان لدينا ذلك".

#### قاضٍ خاص
رفع الفريق القانوني لترمب دعوى قضائية لطلب "قاضٍ خاص" (Special master) من شأنه أن يحدد أي مادة ذات امتياز أو مادة غير مشمولة بأمر التفتيش لضمان إعادة وزارة العدل لتلك المواد إلى ترمب. منحت القاضية الفيدرالية إيلين كانون طلب ترمب وعينت رايموند ديري قاضيا خاصا، وهو الشخص الذي اقترحه فريق ترمب القانوني. كان مطلوبًا من ديري إكمال مراجعته بحلول 30 نوفمبر 2022، وكان مطلوبًا من ترمب دفع التكاليف.
في 21 سبتمبر 2022، قضت محكمة الاستئناف الأمريكية للدائرة الحادية عشرة بأن وزارة العدل يمكن أن تستأنف استخدام الوثائق السرية وأنه لا القاضي الخاص ديري ولا فريق ترمب بحاجة إلى مراجعة الوثائق التي تحمل علامات التصنيف.
في وقت مبكر من التحقيق، اقترح ترمب بشكل غير رسمي، ودون دليل، أن مكتب التحقيقات الفيدرالي زرع وثائق سرية تم أخذها أثناء البحث. طلب ديري من فريق ترمب التصديق على المخزون (أو الاعتراض عليه رسميًا) والتصريح في ملفات المحكمة بما إذا كانوا يعتقدون أن مكتب التحقيقات الفيدرالي كذب بشأن ما صادروه. اعترض فريق ترمب على أنهم لن يتمكنوا من الوفاء بالموعد النهائي. وطلب ديري من ترمب أيضًا تحديد الوثائق التي يعتقد أنها محمية من الكشف عنها للأشخاص خارج السلطة التنفيذية (مثل الكونغرس) والتي كانت محمية من المراجعة داخل السلطة التنفيذية. في 29 سبتمبر 2022، أبطل القاضي كانون كلا الطلبين اللذين تقدم بهما ديري. وفي القرار نفسه، مدد كانون أيضًا الموعد النهائي الإجمالي لدييري حتى 16 ديسمبر، مشيرًا إلى مشكلات في العثور على بائع لمسح 11 ألف مستند كان مطلوبًا منه مراجعتها.
في الأول من ديسمبر، ألغت محكمة الاستئناف الأمريكية للدائرة الحادية عشرة في أتلانتا قرار القاضي كانون بتعيين رئيس خاص. وفي حكمها، كتبت المحكمة: "لا يمكننا أن نكتب قاعدة تسمح لأي شخص يخضع لأمر تفتيش بمنع التحقيقات الحكومية بعد تنفيذ الأمر. ولا يمكننا أيضًا أن نكتب قاعدة تسمح فقط للرؤساء السابقين بالقيام بذلك". ولم يستأنف ترمب. في 8 ديسمبر 2022، انتهت مراجعة ديري رسميًا واستعادت وزارة العدل الحق في الوصول إلى المستندات.
في 12 ديسمبر 2022، رفض القاضي كانون دعوى ترمب بشأن مار إيه لاغو بسبب "عدم الاختصاص". أدى هذا إلى إبطال طلب ترمب بالوصول إلى الإفادة غير المحررة التي استخدمت للحصول على مذكرة تفتيش مار إيه لاغو.

### المستندات المفقودة الإضافية
حتى بعد مداهمة مار إيه لاغو، صرحت وزارة العدل في ملفاتها القانونية بأنها كانت لا تزال تحدد ما إذا كانت هناك مستندات حكومية أخرى مفقودة. كانت عملية التفتيش في مار إيه لاغو قد استرجعت ملفات فارغة تحمل علامات تصنيف، مما أثار التساؤل عما إذا كان ترمب لا يزال يحتفظ بمستندات. في سبتمبر 2022، أبلغ جيه برات محامي ترمب بأن وزارة العدل كانت تعتقد أن ترمب لم يُرجع بعد جميع المستندات الحكومية التي بحوزته. كما أبلغت إدارة الأرشيف الوطنية الكونغرس أن ترمب لم يُسلم بعد جميع السجلات الرئاسية.
في أوائل ديسمبر 2022، ورد أن محاميي ترمب استأجروا فريق بحث للبحث عن أي مواد سرية لا تزال بحوزته، بعد أن ضغط عليهم قاضٍ فيدرالي للبحث بشكل أكثر شمولاً عن أي مستندات متبقية. تم العثور على وثيقتين تحملان علامات سرية في وحدة تخزين في ويست بالم بيتش بولاية فلوريدا وتم تسليمهما لمكتب التحقيقات الفيدرالي إلى جانب جهاز كمبيوتر محمول تم رقمنتهما عليه. تم ترتيب وحدة التخزين من قبل إدارة الخدمات العامة بالتنسيق مع فريق ترمب لتخزين العناصر من مكتب في شمال فيرجينيا والتي كان يستخدمها موظفو ترمب. كما تم تفتيش ثلاثة مواقع أخرى - برج ترمب في نيويورك، ونادي ترمب للغولف في بيدمينستر، ومكتب في فلوريدا - ولكن لم يتم العثور على أي وثائق سرية إضافية. قال محامو ترمب إن هذا يلبي استدعاء الوثائق السرية الصادر قبل ستة أشهر؛ لكن وزارة العدل لم توافق وطلبت من رئيسة قاضية منطقة العاصمة بيريل هاويل أن تُصدر حكمًا يُدين ترمب بازدراء المحكمة. على الرغم من أن إجراءات المحكمة مغلقة رسميًا وليست علنية، فقد ورد أن القاضي هاويل قرر عدم اتهام ترمب بازدراء للمحكمة، وحث بدلاً من ذلك وزارة العدل وفريق ترمب على حل مسألة أي وثائق متبقية بشكل خاص. وبحسب ما ورد، يشتبه المحققون الفيدراليون في أن ترمب كان يلعب "لعبة قذائف (shell game) مع وثائق سرية"، وفقًا لأحد مصادر شبكة سي إن إن.

### إجراءات المحكمة
في 13 أكتوبر 2022، ظهر كاش باتيل أمام هيئة المحلفين الكبرى. اختار الاستعانة بحقوقه التي يكفلها له التعديل الخامس ورفض الإجابة على معظم الأسئلة. طلبت وزارة العدل من قاضٍ فيدرالي إجباره على الإدلاء بشهادته؛ لكن القاضي رفض، قائلاً إن وزارة العدل ستضطر أولاً إلى وعده بالحصانة. وبعد ذلك منحت وزارة العدل باتيل حصانة محدودة الاستخدام، وهو ما يعني أنه سيفقد الحصانة إذا كذب تحت القسم، وقد أدلى بشهادته في 3 نوفمبر.
في 27 أكتوبر، حضر الفريق القانوني لترمب والمدعون الفيدراليون جلسة استماع في محكمة فيدرالية في واشنطن العاصمة. كانت جلسة الاستماع مغلقة، لكن من المعروف أنها كانت مرتبطة جزئيا على الأقل بما إذا كانت جميع المواد السرية التي بحوزة ترمب قد أعيدت إلى الحكومة. كانت جلسات المحكمة السابقة التي عقدها فريق ترمب القانوني في فلوريدا؛ وكان هذا هو ظهورهم الأول في واشنطن العاصمة لهذه القضية. وفي أواخر شهر أكتوبر، أفادت التقارير أن وزارة العدل عينت المدعي العام الفيدرالي ديفيد راسكين. عمل راسكين في قضايا مكافحة الإرهاب الدولية، مثل التحقيق في هجوم 6 يناير 2021، وبدأ تدريجيًا في العمل على قضية وثيقة مار إيه لاغو.

### تحقيق خاص من قبل المستشار القانوني
في 18 نوفمبر، عين المدعي العام ميريك غارلاند، جاك سميث مستشارًا خاصًا مستقلاً لقيادة التحقيق في قضية المواد السرية، ومراجعة دور ترمب في اقتحام مبنى الكابيتول الأمريكي في 6 يناير، مع التركيز بشكل خاص على أي عرقلة محتملة لنقل السلطة الرئاسية التي ربما حدثت بعد الانتخابات الأمريكية لعام 2020. في ديسمبر، قدم سميث وفريقه المكون من 20 مدعيًا عامًا أوامر استدعاء تستهدف حلفاء ترمب الذين عملوا على المستوى المحلي وحكومات الولايات خلال انتخابات عام 2020 في جورجيا ونيو مكسيكو ونيفادا وميشيغان وأريزونا وبنسلفانيا وويسكونسن.

### لائحة الاتهام
في 8 يونيو 2023، تم توجيه الاتهام إلى ترمب بـ 37 تهمة تتعلق بالوثائق. كانت هذه هي المرة الأولى التي يتم فيها توجيه اتهامات إلى رئيس أمريكي سابق بتهم فيدرالية. في 13 يونيو 2023، تم القبض على ترمب وحجزه بعد تسليم نفسه للحجز الفيدرالي قبل مثوله أمام المحكمة الجزئية الأمريكية في جنوب فلوريدا. دفع ترمب ببراءته من جميع التهم الـ37. وكجزء من شروط إطلاق سراحه، تجنب ترمب دفع الكفالة، لكنه مُنع من مناقشة القضية مع الشهود ومع والت نوتا، مساعده والمتهم المشارك في القضية. في 15 يوليو 2024، ألغت القاضية إيلين كانون الإجراء بأكمله على أساس أن تعيين المدعي الخاص جاك سميث كان غير قانوني.